# Padina, Kovačica
Padina (izvirno srbsko Падина) je naselje v Srbiji, ki upravno spada pod Občino Kovačica; slednja pa je del Južnobanatskega upravnega okraja.

## Demografija
V naselju živi 4442 polnoletnih prebivalcev, pri čemer je njihova povprečna starost 37,8 let (36,9 pri moških in 38,7 pri ženskah). Naselje ima 2048 gospodinjstev, pri čemer je povprečno število članov na gospodinjstvo 2,81.
To naselje je večinoma slovaško (glede na popis iz leta 2002), a v času zadnjih treh popisov je opazno zmanjšanje števila prebivalcev.
|  |

| Demografija | Demografija     | Demografija     |
| Leto        | Št. prebivalcev | Št. prebivalcev |
| ----------- | --------------- | --------------- |
|             |                 |                 |
|             |                 |                 |
|             |                 |                 |
|             |                 |                 |
| 1948        | 5309            |                 |
| 1953        | 5654            |                 |
| 1961        | 6197            |                 |
| 1971        | 6362            |                 |
| 1981        | 6367            |                 |
| 1991        | 6076            | 5941            |
| 2002        | 6009            | 5760            |
|             |                 |                 |

| Etnična sestava po popisu iz leta 2002 | Etnična sestava po popisu iz leta 2002 | Etnična sestava po popisu iz leta 2002 | Etnična sestava po popisu iz leta 2002 | Etnična sestava po popisu iz leta 2002 |
| -------------------------------------- | -------------------------------------- | -------------------------------------- | -------------------------------------- | -------------------------------------- |
| Slovaki                                | Slovaki                                |                                        | 5.575                                  | 96,78%                                 |
| Srbi                                   | Srbi                                   |                                        | 55                                     | 0,95%                                  |
| Jugoslovani                            | Jugoslovani                            |                                        | 26                                     | 0,45%                                  |
| Romi                                   | Romi                                   |                                        | 11                                     | 0,19%                                  |
| Čehi                                   | Čehi                                   |                                        | 4                                      | 0,06%                                  |
| Ukrajinci                              | Ukrajinci                              |                                        | 3                                      | 0,05%                                  |
| Romuni                                 | Romuni                                 |                                        | 3                                      | 0,05%                                  |
| Makedonci                              | Makedonci                              |                                        | 3                                      | 0,05%                                  |
| Hrvati                                 | Hrvati                                 |                                        | 2                                      | 0,03%                                  |
| Rusi                                   | Rusi                                   |                                        | 2                                      | 0,03%                                  |
| Madžari                                | Madžari                                |                                        | 2                                      | 0,03%                                  |
| Črnogorci                              | Črnogorci                              |                                        | 1                                      | 0,01%                                  |
| Muslimani                              | Muslimani                              |                                        | 1                                      | 0,01%                                  |
| Bošnjaki                               | Bošnjaki                               |                                        | 1                                      | 0,01%                                  |
| Neznano                                | Neznano                                |                                        | 9                                      | 0,15%                                  |